# Fortaleza
Fortaleza (portugalski: tvrđava) je glavni grad brazilske savezne države Ceará, na sjeveroistoku Brazila. Grad ima preko 2,4 milijuna stanovnika i površinu od 313 km2. Sjeverno od grada nalazi se Atlantski ocean. 
Grad je poznat po lijepim plažama i turizmu.

## Znamenitosti
- Teatro José de Alencar
- Museu Histório e Antropológico do Ceará.
- Parque Ecológico do Cocó
- Centro Dragao do Mar
- Feira de Artesanato da Beira-Mar
- Praia do titaozinho
- Museu do Ceará
- Museu de Fortaleza
- Passeio Público de Fortaleza
- Casa José de Alencar
- Centro de Artesanato do Ceará
- Mercado Central de Fortaleza
- Pólo comercial da Avenida Monsenhor Tabosa
- Emcetur
- Estacao Ferroviária João Felipe
- Praça do Ferreira
- Beach Park
- Mercado do Mucuripe
- Beira-Mar
- Ponte dos Ingleses
- Praia de Iracema
- Estoril
- Centro de Convencoes
- Praça Portugal
- Shopping Iguatemi
- Shopping Aldeota
- Shopping Del Paseo
- Praia do Futuro

## Po vezani članci
- Fortaleza EC

## Vanjske poveznice
- Internet prezentacija gradske vlasti
- Turistički ured
- Internet stranice o Fortalezi
- Vodič po Fortalezi